# 愛知県中学校一覧
| 総数                              | 431校・3分校     |
| 国立                              | 3校              |
| 公立                              | 408校・3分校     |
| 私立                              | 20校             |
| 教育委員会所在地                  | 〒460-8534       |
| 愛知県名古屋市中区三の丸三丁目1-2 |                  |
|                                   |                  |
| 公式サイト                        | 愛知県教育委員会 |

愛知県中学校一覧（あいちけんちゅうがっこういちらん）は、愛知県の中学校、中等教育学校（前期課程）および義務教育学校（後期課程）の一覧。

## 国立中学校
- 愛知教育大学附属名古屋中学校
- 愛知教育大学附属岡崎中学校
- 名古屋大学教育学部附属中学校

## 公立中学校
以下の自治体では二学期制を実施している。
- 蒲郡市、犬山市、扶桑町、津島市、豊田市、西尾市、知立市、高浜市、みよし市、豊橋市、愛西市

### 名古屋市

#### 千種区
- 名古屋市立今池中学校[1]
- 名古屋市立城山中学校[1]
- 名古屋市立振甫中学校[1]
- 名古屋市立千種台中学校[1]
- 名古屋市立若水中学校[1]
- 名古屋市立千種中学校[1]
- 名古屋市立東星中学校[1]

#### 東区
- 名古屋市立あずま中学校[2]
- 名古屋市立冨士中学校[2]
- 名古屋市立桜丘中学校[2]
- 名古屋市立矢田中学校[2]

#### 北区
- 名古屋市立若葉中学校[3]
- 名古屋市立志賀中学校[3]
- 名古屋市立大曽根中学校[3]
- 名古屋市立八王子中学校[3]
- 名古屋市立楠中学校[3]
- 名古屋市立北陵中学校[3]
- 名古屋市立北中学校[3]

#### 西区
- 名古屋市立浄心中学校[4]
- 名古屋市立菊井中学校[4]
- 名古屋市立名塚中学校[4]
- 名古屋市立天神山中学校[4]
- 名古屋市立山田中学校[4]
- 名古屋市立山田東中学校[4]
- 名古屋市立平田中学校[4]

#### 中村区
- 名古屋市立笹島中学校[5]
- 名古屋市立笈瀬中学校[5]
- 名古屋市立御田中学校[5]
- 名古屋市立豊正中学校[5]
- 名古屋市立黄金中学校[5]
- 名古屋市立豊国中学校[5]
- 名古屋市立日比津中学校[5]

#### 中区
- 名古屋市立前津中学校[6]
- 名古屋市立伊勢山中学校[6]
- 名古屋市立白山中学校[6]
- 名古屋市立丸の内中学校[6]

#### 昭和区
- 名古屋市立桜山中学校[7]
- 名古屋市立北山中学校[7]
- 名古屋市立川名中学校[7]
- 名古屋市立円上中学校[7]
- 名古屋市立駒方中学校[7]

#### 瑞穂区
- 名古屋市立田光中学校[8]
- 名古屋市立瑞穂ヶ丘中学校[8]
- 名古屋市立萩山中学校[8]
- 名古屋市立汐路中学校[8]
- 名古屋市立津賀田中学校[8]

#### 熱田区
- 名古屋市立沢上中学校[9]
- 名古屋市立宮中学校[9]
- 名古屋市立日比野中学校[9]
  - 名古屋市立日比野中学校南校舎[9]

#### 中川区
- 名古屋市立一色中学校[10]
- 名古屋市立長良中学校[10]
- 名古屋市立山王中学校[10]
- 名古屋市立一柳中学校[10]
- 名古屋市立八幡中学校[10]
- 名古屋市立昭和橋中学校[10]
- 名古屋市立富田中学校[10]
- 名古屋市立はとり中学校[10]
- 名古屋市立助光中学校[10]
- 名古屋市立供米田中学校[10]
- 名古屋市立高杉中学校[10]

#### 港区
- 名古屋市立港南中学校[11]
- 名古屋市立港北中学校[11]
- 名古屋市立東港中学校[11]
- 名古屋市立南陽中学校[11]
- 名古屋市立宝神中学校[11]
- 名古屋市立当知中学校[11]
- 名古屋市立港明中学校[11]
- 名古屋市立南陽東中学校[11]

#### 南区
- 名古屋市立本城中学校[12]
- 名古屋市立新郊中学校[12]
- 名古屋市立桜田中学校[12]
- 名古屋市立大江中学校[12]
- 名古屋市立名南中学校[12]
- 名古屋市立南光中学校[12]
- 名古屋市立明豊中学校[12]

#### 守山区
- 名古屋市立守山中学校[13]
- 名古屋市立守山東中学校[13]
- 名古屋市立守山西中学校[13]
- 名古屋市立志段味中学校[13]
- 名古屋市立大森中学校[13]
- 名古屋市立守山北中学校[13]
- 名古屋市立森孝中学校[13]
- 名古屋市立吉根中学校[13]

#### 緑区
- 名古屋市立鳴海中学校[14]
- 名古屋市立有松中学校[14]
- 名古屋市立大高中学校[14]
- 名古屋市立鳴子台中学校[14]
- 名古屋市立東陵中学校[14]
- 名古屋市立千鳥丘中学校[14]
- 名古屋市立神沢中学校[14]
- 名古屋市立扇台中学校[14]
- 名古屋市立滝ノ水中学校[14]
- 名古屋市立左京山中学校[14]
- 名古屋市立鎌倉台中学校[14]
- 名古屋市立神の倉中学校[14]

#### 名東区
- 名古屋市立猪高中学校[15]
- 名古屋市立神丘中学校[15]
- 名古屋市立高針台中学校[15]
- 名古屋市立猪子石中学校[15]
- 名古屋市立藤森中学校[15]
- 名古屋市立牧の池中学校[15]
- 名古屋市立上社中学校[15]
- 名古屋市立香流中学校[15]

#### 天白区
- 名古屋市立天白中学校[16]
- 名古屋市立御幸山中学校[16]
- 名古屋市立久方中学校[16]
- 名古屋市立平針中学校[16]
- 名古屋市立南天白中学校[16]
- 名古屋市立植田中学校[16]
- 名古屋市立原中学校[16]

### 豊橋市
- 豊橋市立石巻中学校
- 豊橋市立五並中学校
- 豊橋市立章南中学校
- 豊橋市立青陵中学校
- 豊橋市立高師台中学校
- 豊橋市立高豊中学校
- 豊橋市立中部中学校
- 豊橋市立東部中学校
- 豊橋市立東陽中学校
- 豊橋市立東陵中学校
- 豊橋市立豊岡中学校
- 豊橋市立南部中学校
- 豊橋市立南陽中学校
- 豊橋市立南稜中学校
- 豊橋市立羽田中学校
- 豊橋市立二川中学校
- 豊橋市立豊城中学校
- 豊橋市立北部中学校
- 豊橋市立本郷中学校
- 豊橋市立前芝中学校
- 豊橋市立牟呂中学校
- 豊橋市立吉田方中学校

### 岡崎市
- 岡崎市立葵中学校
- 岡崎市立岩津中学校
- 岡崎市立河合中学校
- 岡崎市立北中学校
- 岡崎市立城北中学校
- 岡崎市立甲山中学校
- 岡崎市立新香山中学校
- 岡崎市立東海中学校
- 岡崎市立常磐中学校
- 岡崎市立福岡中学校
- 岡崎市立美川中学校
- 岡崎市立南中学校
- 岡崎市立六ツ美中学校
- 岡崎市立六ツ美北中学校
- 岡崎市立矢作中学校
- 岡崎市立矢作北中学校
- 岡崎市立竜海中学校
- 岡崎市立竜南中学校
- 岡崎市立額田中学校
- 岡崎市立翔南中学校

### 一宮市
- 一宮市立浅井中学校
- 一宮市立今伊勢中学校
- 一宮市立奥中学校
- 一宮市立北方中学校
- 一宮市立丹陽中学校
- 一宮市立千秋中学校
- 一宮市立中部中学校
- 一宮市立南部中学校
- 一宮市立西成中学校
- 一宮市立西成東部中学校
- 一宮市立萩原中学校
- 一宮市立葉栗中学校
- 一宮市立北部中学校
- 一宮市立大和中学校
- 一宮市立大和南中学校
- 一宮市立尾西第一中学校
- 一宮市立尾西第二中学校
- 一宮市立尾西第三中学校
- 一宮市立木曽川中学校

### 瀬戸市
- 瀬戸市立水無瀬中学校
- 瀬戸市立にじの丘学園
- 瀬戸市立南山中学校
- 瀬戸市立幡山中学校
- 瀬戸市立品野中学校
- 瀬戸市立光陵中学校
- 瀬戸市立水野中学校

### 半田市
- 半田市立半田中学校
- 半田市立乙川中学校
- 半田市立亀崎中学校
- 半田市立成岩中学校
- 半田市立青山中学校
  - 半田市立青山中学校ならわ学園分校

### 春日井市
- 春日井市立東部中学校
- 春日井市立中部中学校
- 春日井市立西部中学校
- 春日井市立坂下中学校
- 春日井市立高蔵寺中学校
- 春日井市立藤山台中学校
- 春日井市立知多中学校
- 春日井市立鷹来中学校
- 春日井市立松原中学校
- 春日井市立高森台中学校
- 春日井市立柏原中学校
- 春日井市立味美中学校
- 春日井市立南城中学校
- 春日井市立石尾台中学校
- 春日井市立岩成台中学校
- 春日井市立尾東中学校

### 豊川市
- 豊川市立東部中学校
- 豊川市立南部中学校
- 豊川市立中部中学校
- 豊川市立西部中学校
- 豊川市立代田中学校
- 豊川市立金屋中学校
- 豊川市立一宮中学校
- 豊川市立御津中学校
- 豊川市立音羽中学校
- 豊川市立小坂井中学校

### 津島市
- 津島市立天王中学校
- 津島市立藤浪中学校
- 津島市立神守中学校
- 津島市立暁中学校

### 碧南市
- 碧南市立中央中学校
- 碧南市立南中学校
- 碧南市立東中学校
- 碧南市立新川中学校
- 碧南市立西端中学校

### 刈谷市
- 刈谷市立刈谷南中学校
- 刈谷市立刈谷東中学校
- 刈谷市立雁が音中学校
- 刈谷市立富士松中学校
- 刈谷市立依佐美中学校
- 刈谷市立朝日中学校

### 豊田市
- 豊田市立崇化館中学校
- 豊田市立朝日丘中学校
- 豊田市立豊南中学校
- 豊田市立高橋中学校
- 豊田市立上郷中学校
- 豊田市立高岡中学校
- 豊田市立保見中学校
- 豊田市立猿投中学校
- 豊田市立猿投台中学校
- 豊田市立石野中学校
- 豊田市立松平中学校
- 豊田市立竜神中学校
- 豊田市立美里中学校
- 豊田市立逢妻中学校
- 豊田市立若園中学校
- 豊田市立梅坪台中学校
- 豊田市立前林中学校
- 豊田市立益富中学校
- 豊田市立末野原中学校
- 豊田市立井郷中学校
- 豊田市立藤岡中学校
- 豊田市立小原中学校
- 豊田市立旭中学校
- 豊田市立足助中学校
- 豊田市立下山中学校
- 豊田市立稲武中学校
- 豊田市立藤岡南中学校
- 豊田市立浄水中学校

### 安城市
- 安城市立安城北中学校
- 安城市立安城西中学校
- 安城市立安城南中学校
- 安城市立安祥中学校
- 安城市立桜井中学校
- 安城市立篠目中学校
- 安城市立東山中学校
- 安城市立明祥中学校

### 西尾市
- 西尾市立西尾中学校
- 西尾市立鶴城中学校
- 西尾市立平坂中学校
- 西尾市立寺津中学校
- 西尾市立福地中学校
- 西尾市立東部中学校
- 西尾市立一色中学校
- 西尾市立吉良中学校
- 西尾市立幡豆中学校
- 西尾市立佐久島しおさい学校

### 蒲郡市
- 蒲郡市立蒲郡中学校
- 蒲郡市立中部中学校
- 蒲郡市立大塚中学校
- 蒲郡市立三谷中学校
- 蒲郡市立塩津中学校
- 蒲郡市立形原中学校
- 蒲郡市立西浦中学校

### 犬山市
- 犬山市立犬山中学校
- 犬山市立城東中学校
- 犬山市立東部中学校
- 犬山市立南部中学校

### 常滑市
- 常滑市立青海中学校
- 常滑市立鬼崎中学校
- 常滑市立常滑中学校
- 常滑市立南陵中学校

### 江南市
- 江南市立古知野中学校
- 江南市立布袋中学校
- 江南市立宮田中学校
- 江南市立北部中学校
- 江南市立西部中学校

### 小牧市
- 小牧市立岩崎中学校
- 小牧市立小牧中学校
- 小牧市立小牧西中学校
- 小牧市立桃陵中学校
- 小牧市立味岡中学校
- 小牧市立応時中学校
- 小牧市立北里中学校
- 小牧市立篠岡中学校
- 小牧市立光ヶ丘中学校

### 稲沢市
- 稲沢市立稲沢中学校
- 稲沢市立明治中学校
- 稲沢市立千代田中学校
- 稲沢市立大里中学校
- 稲沢市立治郎丸中学校
- 稲沢市立稲沢西中学校
- 稲沢市立大里東中学校
- 稲沢市立祖父江中学校
- 稲沢市立平和中学校

### 新城市
- 新城市立新城中学校
- 新城市立千郷中学校
- 新城市立八名中学校
- 新城市立東郷中学校
- 新城市立鳳来中学校
- 新城市立作手中学校

### 東海市
- 東海市立上野中学校
- 東海市立加木屋中学校
- 東海市立名和中学校
- 東海市立平洲中学校
- 東海市立富木島中学校
- 東海市立横須賀中学校

### 大府市
- 大府市立大府中学校
- 大府市立大府北中学校
- 大府市立大府南中学校
- 大府市立大府西中学校

### 知多市
- 知多市立八幡中学校
- 知多市立東部中学校
- 知多市立中部中学校
- 知多市立知多中学校
- 知多市立旭南中学校

### 知立市
- 知立市立知立中学校
- 知立市立竜北中学校
- 知立市立知立南中学校

### 尾張旭市
- 尾張旭市立西中学校
- 尾張旭市立旭中学校
- 尾張旭市立東中学校

### 高浜市
- 高浜市立高浜中学校
- 高浜市立南中学校

### 岩倉市
- 岩倉市立岩倉中学校
- 岩倉市立南部中学校

### 豊明市
- 豊明市立豊明中学校
- 豊明市立沓掛中学校
- 豊明市立栄中学校

### 日進市
- 日進市立日進中学校
  - 日進市立日進中学校青葉分校
- 日進市立日進東中学校
- 日進市立日進西中学校
- 日進市立日進北中学校

### 田原市
- 田原市立東部中学校
- 田原市立田原中学校
- 田原市立赤羽根中学校
- 田原市立泉中学校
- 田原市立福江中学校

### 愛西市
- 愛西市立立田中学校
- 愛西市立佐織中学校
- 愛西市立佐織西中学校
- 愛西市立八開中学校
- 愛西市立永和中学校
- 愛西市立佐屋中学校

### 清須市
- 清須市立西枇杷島中学校
- 清須市立新川中学校
- 清須市立清洲中学校
- 清須市立春日中学校

### 北名古屋市
- 北名古屋市立師勝中学校
- 北名古屋市立西春中学校
- 北名古屋市立訓原中学校
- 北名古屋市立白木中学校
- 北名古屋市立熊野中学校
- 北名古屋市立天神中学校

### 弥富市
- 弥富市立弥富中学校
- 弥富市立弥富北中学校
- 弥富市立十四山中学校

### みよし市
- みよし市立三好丘中学校
- みよし市立北中学校
- みよし市立南中学校
- みよし市立三好中学校

### あま市
- あま市立七宝中学校
- あま市立七宝北中学校
- あま市立美和中学校
- あま市立甚目寺中学校
- あま市立甚目寺南中学校

### 長久手市
- 長久手市立長久手中学校
- 長久手市立南中学校
- 長久手市立北中学校

### 愛知郡
- 東郷町立東郷中学校
- 東郷町立春木中学校
- 東郷町立諸輪中学校

### 西春日井郡
- 豊山町立豊山中学校

### 丹羽郡
- 大口町立大口中学校
- 扶桑町立扶桑中学校
- 扶桑町立扶桑北中学校

### 海部郡
- 大治町立大治中学校
- 飛島村立飛島学園
- 蟹江町立蟹江中学校
- 蟹江町立蟹江北中学校

### 知多郡
- 南知多町立南知多中学校
- 南知多町立篠島中学校
- 阿久比町立阿久比中学校
- 東浦町立北部中学校
- 東浦町立西部中学校
- 東浦町立東浦中学校
- 美浜町立河和中学校
- 美浜町立野間中学校
- 武豊町立富貴中学校
- 武豊町立武豊中学校

### 額田郡
- 幸田町立幸田中学校
- 幸田町立南部中学校
- 幸田町立北部中学校

### 北設楽郡
- 設楽町立設楽中学校
- 東栄町立東栄中学校
- 豊根村立豊根中学校

## 私立中学校・中等教育学校

### 名古屋市
- 愛知工業大学名電中学校（千種区）
- 愛知淑徳中学校（千種区）
- 愛知中学校（千種区）
- 金城学院中学校（東区）
- 椙山女学園中学校（千種区）
- 星槎名古屋中学校（中村区）
- 東海中学校（東区）
- 名古屋葵大学中学校（瑞穂区）
- 名古屋経済大学市邨中学校（千種区）
- 名古屋経済大学高蔵中学校（瑞穂区）
- 名古屋国際中学校（昭和区）
- 名古屋中学校（東区）
- 南山中学校（昭和区）

### 名古屋市以外の市町村
- 桜丘中学校（豊橋市）
- 星城中学校（豊明市）
- 聖霊中学校（瀬戸市）
- 大成中学校（一宮市）
- 滝中学校（江南市）
- 中部大学春日丘中学校（春日井市）
- 海陽中等教育学校（蒲郡市）